# Tuwal Dabaghin
Twal Dabaghin (tiếng Ả Rập: طوال دباغين) là một ngôi làng Syria nằm ở Al-Hamraa Nahiyah ở huyện Hama, Hama. Theo Cục Thống kê Trung ương Syria (CBS), Twal Dabaghin có dân số 509 người trong cuộc điều tra dân số năm 2004.